# Красна Горка (Нурімановський район)
Кра́сна Го́рка (рос. Красная Горка, башк. Ҡыҙылъяр) — село, центр Нурімановського району Башкортостану, Росія. Адміністративний центр Красногорської сільської ради.
Населення — 4280 осіб (2010; 4071 у 2002).
Національний склад:
- татари — 51 %
- башкири — 33 %

## Видатні уродженці
- Шайхутдінов Гімай Фасхутдінович — Герой Радянського Союзу.